# Cryzan
Cryzan da Cruz Queiroz Barcelos (ur. 7 lipca 1996 w Sud Mennucci) – brazylijski piłkarz występujący na pozycji napastnika lub skrzydłowego, od 2022 roku zawodnik chińskiego Shandong Taishan.